# Mauri Wasi
Mauri Wasi (ur. 6 grudnia 1982 w Auckland) – papuaski piłkarz grający na pozycji napastnika.

## Kariera klubowa
Karierę piłkarską Wasi rozpoczął klubie w Blue Kumuls. Kolejnymi jego klubami były Unitech FC i Sobou FC. Od 2009 występuje w Nowej Zelandii, gdzie był zawodnikiem Waikato FC (2009-2011), a obecnie gra w Birkenhead United.

## Kariera reprezentacyjna
W reprezentacji Papui-Nowej Gwinei Wasi zadebiutował w 2002. W 2012 uczestniczył w Pucharze Narodów Oceanii 2012, który był jednocześnie częścią eliminacji Mistrzostw Świata 2014. Dotychczas rozegrał w reprezentacji 11 spotkań, w których zdobył 3 bramki.